# Accord de Kelowna
L'accord de Kelowna désigne une série d'ententes entre le gouvernement du Canada, les premiers ministres des provinces et territoires du Canada et les chefs de cinq nations autochtones du Canada. Signé en novembre 2005 par le premier ministre du Canada Paul Martin, l'accord impliquait des investissements de 5,1 milliards de dollars canadiens sur une période de 5 ans. En 2006, il a été abandonné par Stephen Harper, peu après son arrivée au pouvoir. 
Le programme a toutefois été soumis au Parlement par Paul Martin, à titre privé, en avril 2006, sous le titre projet de loi C-292, Loi portant mise en œuvre de l'Accord de Kelowna. Il a été adopté par une majorité, grâce aux voix des députés de l'opposition, tandis que les conservateurs votaient contre. Comme un projet de loi présenté à titre privé ne peut pas entraîner de dépenses, en vertu de l'article 54 de l'acte constitutionnel de 1867, il est resté sans effet. 

## Contenu
Ce programme prévoyait des investissements en éducation, afin que le taux de réussite des aborigènes soit équivalent à celui du reste de la population. Sur le plan de la santé, il visait à réduire la mortalité infantile, les suicides chez les jeunes, l'obésité infantile et le pourcentage de diabétiques de 20% en 5 ans et de 50% en 10 ans. Le nombre de professionnels de la santé, qui était à l'époque de 150 médecins et 1200 infirmières, devait doubler
.
- 1,8 milliard pour la construction d'écoles, la formation des enseignants et le repérage des enfants en difficulté
- 1,6 milliard pour le logement et les infrastructures en eau potable
- 1,315 milliard pour les services de santé
- 170 millions pour l'administration
- 200 millions pour le développement économique